# Karrakatta Club

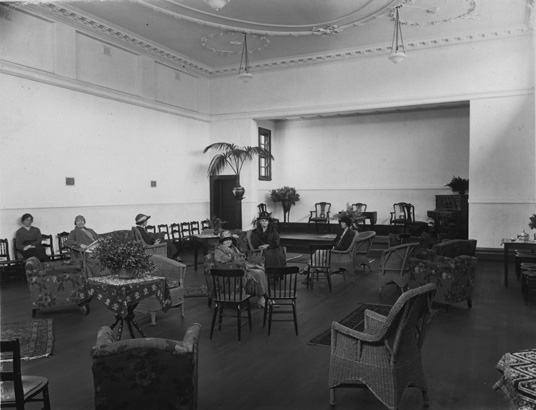
Leeszaal van de club in de jaren 1920

De Karrakatta Club is een vrouwenclub in Perth in West-Australië. De club werd opgericht in 1894 en was de eerste vrouwenclub op het Australische continent.

## Geschiedenis
De Karrakatta Club werd in 1894 opgericht door leden van de 'St George's Reading Circle'. Die was in 1887 opgericht om boeken uit te wisselen en te bediscussiëren, en om over actuele thema's te debatteren. Na een bezoek aan de leeskring van de Amerikaanse Dr. Emily Ryder, werd besloten in navolging van de in Amerika populaire 'Education Clubs' een nieuwe club op te richten. Het doel van de club was vrouwen uit de gemeenschap in een vereniging samen te brengen, om gezamenlijk vooruit te komen door zich in plaatselijke aangelegenheden aangaande vrouwen- en sociale rechtvaardigheidskwesties te mengen, en zich sociaal te engageren. De kenspreuk van de club, aangedragen door Edith Cowan, is Spectemur Agendo. Dit laat zich vertalen als "laat ons beoordeeld worden op onze daden". De clubs eerste voorzitster was Lady Madeline Onslow.
Tien jaar na de stichting van de club, in 1904, werd in Londen door Constance Smedley de eerste 'Lyceum Club' opgericht. Het doel van de vereniging was vergelijkbaar met die van de Karrakatta Club. In 1920 werd door de leden van de Karrakatta Club besloten toe te treden tot de internationale organisatie van Lyceum Clubs. De Lyceum Clubs werden meestal in universiteiten gevestigd maar het zag er toen niet naar uit dat in de nabije toekomst in Perth veel vrouwen aan de universiteit zouden studeren en de Lyceum Club werd in de Karrakatta Club ondergebracht. Hierdoor kwamen de vrouwen van de Karrakatta Club in contact met vrouwen van over de hele wereld.
In 1954 werd het diamanten jubileum van de club gevierd.
Alle Lyceum Clubs van Australië werden in 1972/73 in de 'Australian Association of Lyceum Clubs' samengebracht om zo te kunnen deel uitmaken van de 'International Association of Lyceum Clubs'.
In 1986 verhuisde de Karrakatta Club van 186 St Georges Terrace naar het in 1984 gerenoveerde 'Lawson Apartments'-gebouw, op de hoek van Sherwood Court en The Esplanade.

## Naamgeving
De club werd de Karrakatta Club genoemd omdat de oprichters dachten dat het Aborigineswoord 'karrakatta' "heuvel van vuur" betekende. Vermoedelijk was 'karrakatta' de naam die de Aborigines aan Mount Eliza gaven. Katta betekende heuvel of de top van iets. Karra kon zijn afgeleid van karri (een krab), karak (de roodstaartraafkaketoe), kara (een spin) of karh-rh (een orchidee met een eetbare wortel). Karrakatta betekende dus vermoedelijk iets als heuvel of top van de heuvel waar een bepaalde spin, krab, kaketoe of orchidee voorkomt. Een beetje ongelukkig voor de Karrakatta Club werd het belangrijkste kerkhof van Perth, Karrakatta Cemetery, later ook naar de heuvel vernoemd.

## Notabele leden
- Katherine Broadhurst, dochter van Eliza en Charles Edward Broadhurst, was suffragette in Engeland en lid van de 'St George's Reading Circle'.
- Madeline Emma Loftus Onslow, echtgenote van Alexander Onslow, voormalig opperrechter aan het hooggerechtshof van West-Australië. Lady Onslow was van 1894 tot 1901 de eerste voorzitster van de Karrakatta Club.
- Edith Cowan (OBE), was een Australische politica, sociale actievoerster en de eerste vrouw die in het Australische parlement werd verkozen. Cowan was van bij de oprichting secretaris en van 1910 tot 1912 voorzitster van de Karrakatta Club.
- Margaret Elvire Forrest, echtgenote van John Forrest (GCMG), de eerste premier van West-Australië en kabinetsminister in de eerste Australische federale regering. Lady Forrest was een van de stichtende leden van de Karrakatta Club.
- Roberta Henrietta Margaritta Jull, de eerste vrouw in West-Australië die een medische praktijk opstartte en stichtend lid van de West-Australische tak van de 'British Medical Association'.
- Marion Phoebe Holmes, dochter van Henry Diggins Holmes, voormalig algemeen directeur van de 'Bank of Western Australia'. Holmes was een sleutelfiguur in de 'Ministering Children's League', lid van de West-Australische tak van de 'Girls' Friendly Society' en stichtend lid van de Karrakatta Club.
- Gertrude Ella Mead, dochter van Silas Mead. Ze was de derde in West-Australië geregistreerde doctores en van bij de inwijding lid van de senaat van de Universiteit van West-Australië. Mead was ondervoorzitster van de Karrakatta Club van 1912 tot 1914.